# Фадеев, Николай Александрович
Николай Александрович Фадеев (6 декабря 1918, Ростовский район — 27 марта 1944, Николаев) — советский военнослужащий, участник Великой Отечественной войны, Герой Советского Союза, участник «десанта Ольшанского», заместитель командира отделения 384-го отдельного батальона морской пехоты Одесской военно-морской базы Черноморского флота, краснофлотец.

## Биография
Родился в 1918 году в деревне Пирогово ныне Ростовского района Ярославской области в семье рабочего. Русский. Жил в посёлке Наволоки (ныне город Кинешемского района Ивановской области). В 1936 году окончил 7 классов, затем сельскохозяйственный техникум в городе Плёсе. Работал агрономом.
В 1940 году призван в армию. Служил в Военно-Морском флоте.
В боях Великой Отечественной войны с июня 1941 года. Участвовал в обороне Одессы, покинул город с последней группой. Прошёл жаркие бои в Крыму, оборонял Севастополь. В феврале 1943 года участвовал в десанте на Малую землю. Был дважды ранен — в феврале 1943 года в боях за посёлок Станичка под Новороссийском, и затем в ноябре 1943 года во время десантной операции на Керченский полуостров.
В феврале 1944 года получил назначение в 384-й отдельный батальон морской пехоты. В его составе участвовал в боях за освобождение посёлков Херсонской области Александровка, Богоявленское (ныне Октябрьский) и Широкая Балка.

## Подвиг
Во второй половине марта 1944 года войска 28-й армии начали бои по освобождению города Николаева. Чтобы облегчить фронтальный удар наступающих, было решено высадить в порт Николаев десант. Из состава 384-го отдельного батальона морской пехоты выделили группу десантников под командованием старшего лейтенанта Константина Ольшанского. В неё вошли 55 моряков, 2 связиста из штаба армии и 10 сапёров. Проводником пошёл местный рыбак Андреев. Одним из десантников был краснофлотец Фадеев.
Двое суток отряд вёл кровопролитные бои, отбил 18 ожесточённых атак противника, уничтожив при этом до 700 солдат и офицеров врага. Во время последней атаки фашисты применили танки-огнемёты и отравляющие вещества. Но ничто не смогло сломить сопротивление десантников, принудить их сложить оружие. Они с честью выполнили боевую задачу.
28 марта 1944 года советские войска освободили Николаев. Когда наступающие ворвались в порт, им предстала картина происшедшего здесь побоища: разрушенные снарядами обгорелые здания, более 700 трупов фашистских солдат и офицеров валялись кругом, смрадно чадило пожарище. Из развалин конторы порта вышло 6 уцелевших, едва державшихся на ногах десантников, ещё 2-х отправили в госпиталь. В развалинах конторы нашли ещё четверых живых десантников, которые скончались от ран в этот же день. Пали все офицеры, все старшины, сержанты и многие краснофлотцы. Погиб и матрос Н. А. Фадеев.
Похоронен в братской могиле в городе Николаев в сквере 68-ми десантников.
Весть об их подвиге разнеслась по всей армии, по всей стране. Верховный Главнокомандующий приказал всех участников десанта представить к званию Героя Советского Союза.
Указом Президиума Верховного Совета СССР от 20 апреля 1945 года за образцовое выполнение боевых заданий командования на фронте борьбы с немецкими захватчиками и проявленные при этом отвагу и геройство краснофлотцу Фадееву Николаю Александровичу было присвоено звание Героя Советского Союза (посмертно).
Награждён орденом Ленина.
Их именем названа улица города, открыт Народный музей боевой славы моряков-десантников. В Николаеве в сквере имени 68-ми десантников установлен памятник. В посёлке Октябрьском на берегу Бугского лимана, откуда уходили на задание десантники, установлена мемориальная гранитная глыба с памятной надписью.
На родине героя в городе Наволоки у школы № 1 был установлен бюст (украден весной 2004 года сборщиками цветного металла, но восстановлен вновь). На здании школы установлена мемориальная доска.